# Nepal en los Juegos Olímpicos de Tokio 2020
Nepal estuvo representado en los Juegos Olímpicos de Tokio 2020 por cinco deportistas, cuatro mujeres y un hombre, que compitieron en cuatro deportes.
Los portadores de la bandera en la ceremonia de apertura fueron los nadadores Alexander Shah y Gaurika Singh. El equipo olímpico nepalí no obtuvo ninguna medalla en estos Juegos.